# ブレア郡 (ペンシルベニア州)
ブレア郡（英: Blair County）は、アメリカ合衆国ペンシルベニア州の中央部に位置する郡である。人口は12万2822人（2020年）。郡庁所在地はホリデーズバーグ・ボロであり、同郡で人口最大の都市はアルトゥーナである。
ブレア郡はアルトゥーナ都市圏に属している。1846年2月26日にハンティンドン郡とベッドフォード郡の一部を合わせて設立された。

## 政治
2008年11月時点でブレア郡には84,405人の登録有権者がいた。
- 共和党: 45,925 (54.41%)
- 民主党: 29,589 (35.06%)
- その他の政党: 8,891 (10.53%)

ブレア郡はアメリカ合衆国下院議員ペンシルベニア州第9選挙区に属し、2013年時点では共和党議員を選出している。ペンシルベニア州議会上院では第30選挙区に属しており、下院では第79、第80および第81選挙区に属している。2013年時点で上院は共和党、下院は共和党3人が独占している。

## 地理
アメリカ合衆国国勢調査局に拠れば、郡域全面積は527平方マイル (1,364.9 km2)であり、このうち陸地526平方マイル (1,362.3 km2)、水域は1平方マイル (2.6 km2)で水域率は0.25%である。

### 隣接する郡
- センター郡 - 北
- ハンティンドン郡 - 東
- ベッドフォード郡 - 南
- カンブリア郡 - 西
- クリアフィールド郡 - 北西

### 国立保護地域
- アリゲイニー・ポーテージ鉄道国立歴史史跡（部分）

### 特徴的な地形
- ブラッシュ山
- ローガン・バレー
- モリソン洞窟
- タッシー山

## 人口動態
以下は2000年国勢調査による人口統計データである。
| 基礎データ - 人口: 129,144人 - 世帯数: 52,159 世帯 - 人口密度: 95人/km2（246人/mi2） - 住居数: 55,061軒 - 住居密度: 40軒/km2（105軒/mi2） 人種別人口構成 - 白人: 96.18% - アフリカン・アメリカン: 1.68% - ネイティブ・アメリカン: 0.11% - アジア人: 0.56% - 太平洋諸島系: 0.02% - その他の人種: 0.23% - 混血: 1.22% - ヒスパニック・ラテン系: 0.97% 先祖による構成 - ドイツ系：40.0% - アイルランド系：12.2% - イタリア系：10.7% - アメリカ人：9.9% - イギリス系：6.0% | 年齢別人口構成 - 18歳未満: 21.1% - 18-19歳: 3.5% - 20-24歳: 5.9% - 25-34歳: 11.1% - 35-49歳: 19.3% - 50-64歳: 21.4% - 65歳以上: 17.7% - 年齢の中央値: 40歳 - 性比（女性100人あたり男性の人口） - 総人口: 94.4 世帯と家族（対世帯数） - 18歳未満の子供がいる: 28.4% - 結婚・同居している夫婦: 52.6% - 未婚・離婚・死別女性が世帯主: 11.2% - 非家族世帯: 32.3% - 単身世帯: 27.8% - 65歳以上の老人1人暮らし: 13.3% - 平均構成人数 - 世帯: 2.43人 - 家族: 2.96人 |

## 都市と町

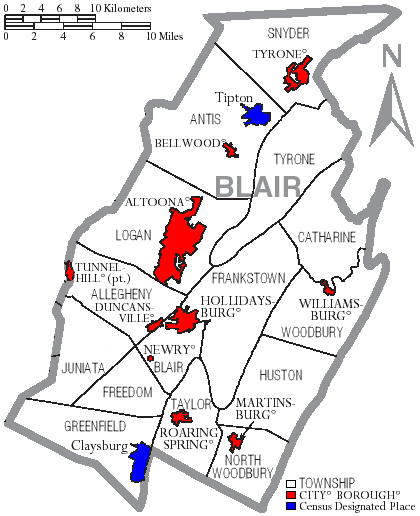
ブレア郡の自治体、ボロは赤、タウンシップは白、国勢調査指定地域は青

ペンシルベニア州法の下では4種類の自治体がある。市、ボロ、タウンシップ、町である。

### 都市
- アルトゥーナ

### ボロ
- ベルウッド
- ダンカンズビル（パズルタウンを含む）
- ホリデーズバーグ - 郡庁所在地

- マーティンズバーグ
- ニューリー
- ローリングスプリング

- タネルヒル（大半はカンブリア郡内）
- タイロン
- ウィリアムズバーグ

### タウンシップ
| - アリゲイニー - アンティス - ブレア - キャサリン - フランクスタウン | - フリーダム - グリーンフィールド - ハストン - ジュニアータ - ローガン | - ノースウッドベリー - スナイダー - テイラー - タイロン - ウッドベリー |

### 国勢調査指定地域
国勢調査指定地域はアメリカ合衆国国勢調査局が人口統計データを取るために設定した地域である。州法の下では実際の司法権が及ぶ範囲ではない。村などその他の未編入領域も下記に挙げる。
| - クレイズバーグ - イーストフリーダム - フットオブテン - グレイジャービル | - グリーンウッド - レイクモント - ノースウッド - ティプトン |

## 教育

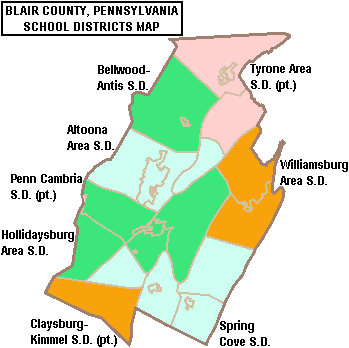
ブレア郡教育学区の区分図

### 高等教育機関
ペンシルベニア州立大学アルトゥーナ校

### コミュニティカレッジ
- サウスヒルズ実業工業学校
- YTI職業訓練学校
- ペンシルベニア・ハイランズ・コミュニティカレッジ[6]

### 公共教育学区
- アルトゥーナ地域教育学区
- ベルウッド・アンティス教育学区
- クレイズバーグ・キンメル教育学区（一部はベッドフォード郡内）
- ホリデーズバーグ地域教育学区
- ペンカンブリア教育学区（一部はカンブリア郡内）
- スプリングコーブ教育学区
- タイロン地域教育学区（一部はセンター郡とハンティンドン郡内）
- ウィリアムズバーグ・コミュニティ教育学区

### チャータースクール
- アゴラ・サイバー・チャータースクール
- ペンシルベニア州中部デジタル・ラーニング・ファンデーション・チャータースクール、幼稚園生-12年生、アルトゥーナ
- 州内には17の公立サイバー・チャータースクールがあり、州内の幼稚園から12年生まで無料で利用できる[7]

### 職業訓練校
- グレーター・アルトゥーナ職業訓練センター、アルトゥーナ

### 私立学校
2010年時点で、ペンシルベニア州教育省に登録される私立学校は次の通りである。
| - オルターナティブ教育プログラム - ホリデーズバーグ - アルトゥーナ中央カトリック学校 - アルトゥーナ中央カトリック学校小学部 - アルトゥーナ病院看護学校 - ビショップ・ギルフォイル・カトリック高校 - アルトゥーナ - ブレア郡クリスチャン学校 - ダンカンズビル - チャンピオンライフ・クリスチャン・アカデミー - アルトゥーナ - コーブレーン教区学校 - マーティンズバーグ - クロウフォード小学校アデルフォイビレッジ校 - エマニュエル・バプテスト・クリスチャン学校 - クレイズバーグ - フェイス・タバナクル学校 - アルトゥーナ - グレート・コミッション学校 - アルトゥーナ - ハーバーハウスセンター・アーリーアカデミー - アルトゥーナ - ヘリテージ・クリスチャン学校 - マーティンズバーグ - ホリデーズバーグ・カトリック学校 - ホリデーズバーグ - リビングウォーター・クリスチャン・アカデミー - ウィリアムズバーグ | - ノースウェスタン・ヒューマンサービス自閉症学校 - ペンモント・アカデミー - ホリデーズバーグ - ペンモント・ペンシルベニア州立大学アルトゥーナ校 - パイニークリーク教区学校 - ニューエンタープライズ - シャディグローブ学校 - マーティンズバーグ - シャディポンド学校 - アルトゥーナ - セントジョン・エバンジェリスト学校 - アルトゥーナ - セントマシュー学校 - タイロン - セントパトリック学校 - ニューリー - セントローズオブリマ学校 - アルトゥーナ - シルバン学習センター - ホリデーズバーグ - テンダーラブ・フォー・チルドレン - アルトゥーナ - ネヘマイア・プロジェクト - アルトゥーナ - 訓練 & 開発テック - ホリデーズバーグ - ホワイトオーク学校 - タイロン |

### 図書館
- アルトゥーナ地域公共図書館メディアセンター - アルトゥーナ
- アルトゥーナ地域公共図書館 - アルトゥーナ
- ベルウッド・アンティス公共図書館 - ベルウッド
- ブレア郡図書館システム - アルトゥーナ
- クレイズバーグ地域公共図書館 - クレイズバーグ
- ホリデーズバーグ地域公共図書館 - ホリデーズバーグ
- マーティンズバーグ・コミュニティ図書館 - マーティンズバーグ
- ローリングスプリング・コミュニティ図書館 - ローリングスプリング
- タイロン・スナイダー・タウンシップ公共図書館 - タイロン
- ウィリアムズバーグ公共図書館 - ウィリアムズバーグ

### 公園とレクリエーション
郡内には州立公園が1つだけある。
- カヌークリーク州立公園